# Theresia van Saksen-Hildburghausen

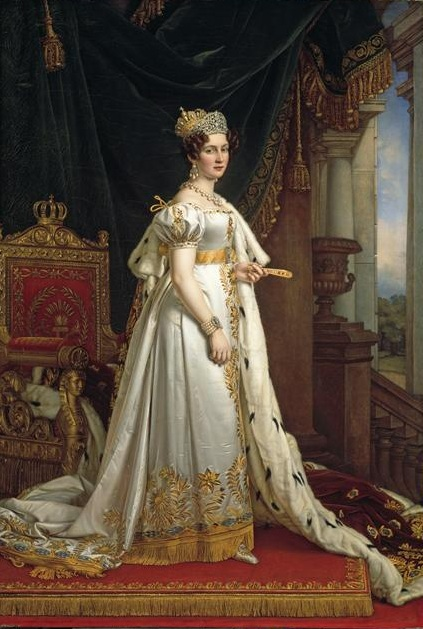
Koningin Theresia van Beieren

Theresia Charlotte Louise Frederika Amalia van Saksen-Hildburghausen (Straufhain, 18 juli 1792 — München, 26 oktober 1854) was de echtgenote van de Beierse koning Lodewijk I. Zij was het zesde kind van vorst Frederik van Saksen-Hildburghausen en prinses Charlotte van Mecklenburg-Strelitz, dochter van Karel II van Mecklenburg-Strelitz. Op achttienjarige leeftijd trouwde ze met de Beierse kroonprins Lodewijk. Het trouwfeest in München, op 17 oktober 1810, duurde vijf dagen. De weide waar de meeste feestelijkheden plaatsvonden heet sindsdien "Theresienwiese". Het feest werd ieder jaar in oktober herhaald en zo ontstonden de zogenaamde Oktoberfeesten die tot op de dag vandaag in München plaatsvinden.
Het paar kreeg negen kinderen:
- Maximiliaan II (1811-1864), koning van Beieren
- Mathilde (1813-1862), getrouwd met Lodewijk III van Hessen-Darmstadt
- Otto (1815-1867), koning van Griekenland
- Theodolinde (1816-1817)
- Luitpold (1821-1912), prins-regent van Beieren
- Adelgunde (1823-1914), getrouwd met Frans V van Modena
- Hildegard (1825-1864)
- Alexandra (1826-1875)
- Adalbert Willem (1828-1875)

Theresia was van huis uit evangelisch. Hoewel haar man katholiek was, bleef zij haar hele leven de evangelische Kerk trouw. Wanneer het paar in het koninklijk buitenverblijf 'Villa Ludwigshöhe' verbleef ging de koning in Edenkoben naar de mis, Theresia ging naar de evangelische godsdienst in de kerk van Rhodt unter Rietburg. In deze kerk vindt men nog vandaag de met een grote 'T' bestikte zetel van de koningin, evenals zes stoelen bezet met blauw damast voor haar gevolg. Bij het bezoeken van de kerk passeerde het gevolg de zogenaamde 'Owwergasse' in Rhodt. Om het de koningin aangenaam te maken werden in april 1848 in het hoogst gelegen, brede gedeelte van deze straat een rij kastanjebomen aangeplant. Later werd de straat, ter herinnering aan de koningin, omgedoopt naar Theresienstraße.
In 1827 stichtte Therese de Theresia-orde.
In 1854 stierf zij aan de gevolgen van cholera.